# Henadij Worobjow
Henadij Petrowycz Worobjow, ukr. Гена́дій Петро́вич Воробйо́в (ur. 1961, zm. 11 lutego 2017 w Kijowie) – ukraiński generał-pułkownik. 

## Życiorys
Od 18 listopada 2009 do 17 stycznia 2014 piastował funkcję dowódcy Wojsk Lądowych Ukrainy SZU. 16 listopada 2014 został pierwszym zastępcą szefa Sztabu Generalnego Sił Zbrojnych Ukrainy, zaś od maja 2016 pełnił obowiązki  rektora Narodowego Uniwersytetu Obrony Ukrainy im. Iwana Czerniachowskiego. Zmarł 11 lutego 2017 w swoim gabinecie w Kijowie.